# Külf
Der Külf ist ein bis 260 m ü. NN hoher Höhenzug des Leineberglands im Landkreis Hildesheim in Niedersachsen (Deutschland).

## Geographische Lage
Mit seinen sieben Haupterhebungen erstreckt sich der Külf auf etwa 9 km Länge im Dreieck der Ortschaften Gronau, Alfeld und Duingen. Er liegt zwischen Eime und Banteln im Norden, Dehnsen im Osten, Limmer im Südosten, Brunkensen im Süden sowie Hoyershausen, Lübbrechtsen und Deinsen im Westen. Westlich des Külfs erstreckt sich der Thüster Berg, südwestlich der Duinger Berg und östlich die Sieben Berge. Durch das östlich vom Külf gelegene Leinetal führt im Abschnitt Gronau–Alfeld die B 3.

## Geologie
Geologisch ist der Külf Teil des Alfelder Sattels, zu dem auch die südlich anschließenden Rettberg und Hackeberg gehören (Ausdehnung bis nördlich von Freden). Die Gesteine bestehen aus Kalksteinen des Muschelkalk, hartem Trochitenkalk (Oberer Muschelkalk) und „Wellenkalk“ (Unterer Muschelkalk).

## Name
Der Hinweis auf den Höhenzug findet sich in nahezu allen angrenzenden Ortschaften, einmal durch die Straßennamen „Am Külf“ (in Dehnsen), „Külftalstraße“ (in Hoyershausen) und ähnliche sowie durch die Benennung in den heimischen Betrieben („Külf-Apotheke“, „Külf-Backerei“, beide in Eime).

## Cölleturm
Im Norden des Külfs steht seit etwa 1835 auf 234 m ü. NN der Aussichtsturm Cölleturm.

## Wandern im Külf
Im Külf existieren verschiedene Wanderwege, die durch holzwirtschaftliche Nutzung je nach Jahreszeit unterschiedlich gut zu bewältigen sind. Entgegen den Wanderwegen in den bekannteren Höhenzügen und Gebirgen wie Sieben Berge, Solling und Hils werden jene des Külf weniger stark frequentiert. Der Kammweg selbst ist an vielen Stellen sehr schmal und besitzt steil abfallende Hänge. Er führt über rund 10 km von Nord nach Süd. Auf der östlichen Seite blickt man über das Leinetal auf die Sieben Berge, westlich geht der Blick über die Ortschaften Hoyershausen, Lübbrechtsen und Deinsen. An der nördlichen Seite existieren Wanderparkplätze am Ortseingang von Deinsen. Ein längerer Weg durch die Feldmark ergibt sich durch den langsamen Anstieg von Banteln aus.